# Antonio Pallotta
Antonio Pallotta (né le 23 février 1770 à Caldarola en Marches et mort le 19 juillet 1834 à Monte Cassiano est un cardinal italien du XIXe siècle. 
D'autres membres de sa famille également cardinaux sont Giovanni Evangelista Pallotta (1587), Giovanni Battista Maria Pallotta (1629) et son oncle  Guglielmo Pallotta (1777).

## Biographie
Antonio Pallotta exerce diverses fonctions au sein de la Curie romaine, notamment auprès de la Chambre apostolique. 
Le pape Pie VII le crée cardinal lors du consistoire du 10 mars 1823. Pallotta est légat apostolique dans les  provinces de Maritima e Campania en 1824, mais est remplacé après quelques mois à cause de sa politique rigide envers les brigands. Pallotta participe au conclave de 1823 lors duquel Léon XII est élu, au conclave de 1829 (élection de Pie VIII) et au conclave de 1830-1831 (élection de Grégoire XVI). Le cardinal Pallotta est préfet du Tribunal suprême de la Signature apostolique.

### Source
- Fiche du cardinal sur le site de la FIU